# Sunrise (Alaska)
Sunrise ist ein Ort und ein census-designated place (CDP) im Kenai Peninsula Borough in Alaska. Das U.S. Census Bureau ermittelte bei der Volkszählung 2020 eine Einwohnerzahl von 15.

## Geographie
Sunrise liegt im Norden der Kenai-Halbinsel am linken Flussufer des Sixmile Creek, kurz vor dessen Mündung in den Turnagain Arm. Eine 13 km lange Nebenstraße führt von Sunrise entlang dem Sixmile Creek zum Sterling Highway (Alaska Route 1).

## Geschichte
Sunrise wurde um das Jahr 1895 als „Sunrise City“ gegründet. Von 1899 bis 1918 gab es ein Postamt in Sunrise. Während der Goldrausch-Zeit Ende des 19. Jahrhunderts lebten zeitweise bis zu 800 Menschen in Sunrise. Nach 1900 war der Ort jedoch im Niedergang, da die Goldsucher andere erfolgversprechendere Plätze weiter nördlich in Alaska aufsuchten. Sunrise wurde im Jahr 2000 ein census-designated place. 1997 wurde der „Sunrise City Historic District“ eingerichtet und in das National Register of Historic Places (NRHP) aufgenommen. Heute ist Sunrise ein Ort mit 3 oder vier Gebäuden.

## Demografie
Zum Zeitpunkt der Volkszählung im Jahre 2020 (U.S. Census 2020) hatte Sunrise 15 Einwohner auf einer Landfläche von 33,73 km². Von den Einwohnern waren 13 Weiße, einer afrikanisch-amerikanischer Abstammung sowie ein Indigener. Beim Zensus im Jahr 2000 wurden 18 Einwohner gezählt, 2010 waren es 18.